# Thomas Some
Thomas Some DD (falecido em 5 de maio de 1649) foi um cónego de Windsor de 1622 a 1644.

## Carreira
Ele foi educado em Peterhouse, Cambridge e formou-se BA em 1608, MA em 1611 e DD em 1627.
Ele foi nomeado:
- Vigário de Staines, Middlesex 1616-1649
- Prebendário de Cadington Menor na Catedral de São Paulo, 1617
- Vigário de Twickenham, Middlesex 1640-1649

Ele foi nomeado para a segunda bancada na Capela de São Jorge, Castelo de Windsor em 1622, e manteve a posição até 1644, quando foi preso.
Ele morreu no dia 5 de maio de 1649 e foi enterrado em Broad Street, Londres.